# سکرویلنو
سکرویلنو (به لهستانی:  Skrwilno) یک روستا در لهستان است که در گمینا سکرویلنو واقع شده‌است. سکرویلنو ۱٬۷۰۰ نفر جمعیت دارد و ۱۲۵ متر بالاتر از سطح دریا واقع شده‌است.